# Атвуд (Тенеси)
Атвуд (енгл. Atwood) град је у америчкој савезној држави Тенеси.

## Демографија
По попису из 2010. године број становника је 938, што је 62 (-6,2%) становника мање него 2000. године.
| Група             | 2000.       | 2010.       |
| Белци             | 824 (82,4%) | 749 (79,9%) |
| Афроамериканци    | 159 (15,9%) | 157 (16,7%) |
| Азијати           | 0 (0,0%)    | 0 (0,0%)    |
| Хиспаноамериканци | 8 (0,8%)    | 13 (1,4%)   |
| Укупно            | 1.000       | 938         |